# فرودگاه اشلاند/لاین‌ویل
فرودگاه اشلاند/لاین‌ویل (به انگلیسی: Ashland/Lineville Airport) یک فرودگاه همگانی بهره‌برداری هوایی است که یک باند فرود آسفالت دارد و طول باند آن ۱۲۱۸ متر است. این فرودگاه در شهر اشلند (آلاباما) کشور ایالات متحده آمریکا قرار دارد و در ارتفاع ۳۲۴٫۶ متری از سطح دریا واقع شده‌است.